# Индуизм в Бангладеш
Индуизм в Бангладеш исповедуют порядка 15 000 000 человек, что делает индуизм второй по числу последователей религией в стране.

## История

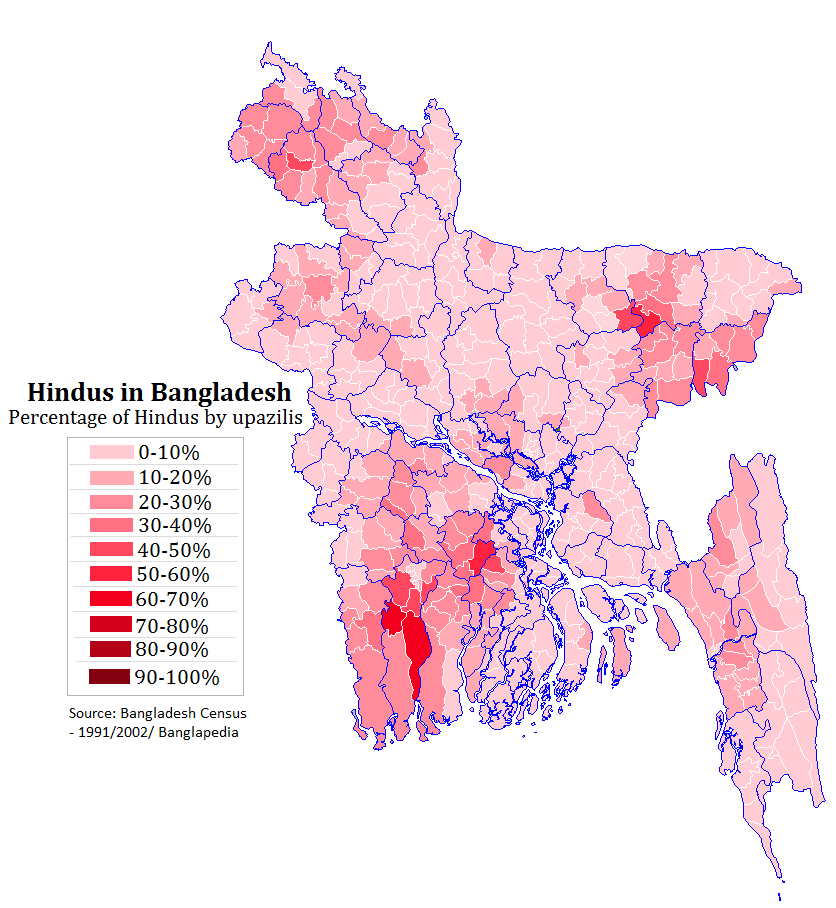
Процентное соотношения индуистов в провинциях Бангладеш

Индуизм в Бангладеш и в соседнем индийском штате Западная Бенгалия имеет общие черты. Это связано с тем, что Бангладеш (ранее известный как Восточная Бенгалия) был объединён с Западной Бенгалией до раздела Британской Индии в 1947 году.
Деви, Дурга, Шива и Кали — широко почитаются в Бангладеш. Поклонение Шиве распространено среди высших каст Бангладеш. Вайшнавизм в Бенгалии выражает объединение мужского и женского начал в традициях любви и преданности. Эта форма индуистской веры и суфийская традиция ислама оказали влияние друг на друга в Бенгалии: оба этих популярных религиозных движения во многих моментах переплелись. В обеих традициях используются молитвы и мантры на бенгальском языке.
Индуисты Бангладеш признают поклонение духам и божествам рек, гор, растительности, животных, камней или болезней. Ритуал купания, обеты и паломничества в священные реки, горы, храмы и города являются важными элементами практики.
Принцип ахимсы выражается в почти повсеместном отказе употребления в пищу говядины. Далеко не все индуисты  Бангладеш являются вегетарианцами, хотя воздержание от употребления всех видов мяса считается высшим добродетелем. Брамин или «высшая каста» индуистов Бангладеш в отличие от своих единоверцев в других местах Южной Азии, едят рыбу и курицу. Похожее явление наблюдается и в индийском штате Западная Бенгалия, который имеет подобный климат, что и Бангладеш. Это связано с тем, что рыба является единственным источников белка для населения этого региона.

## Преследования
Во время индуистских праздников правительством предпринимаются усиленные меры безопасности по защите индуистов от нападений мусульман.

## Численность
Индуисты составляют 9,2 % от всего населения Бангладеш.